# Daira
Província de Daira (em árabe: محافظة ظفار; romaniz.: Muḥāfaẓat aẓ-Ẓāhirah) é uma das 11 províncias constitutivas do Sultanato do Omã. Segundo censo de 2010, havia 249 729 habitantes. Compreende uma área de 35 881 quilômetros quadrados e está subdividida em três vilaietes (distritos).

## Vilaietes
| Nome árabe | Nome português | Área (km2) | População | Ref.  |
| ---------- | -------------- | ---------- | --------- | ----- |
| ضنك        | Danque         | 1 932      | 17 191    | [ 1 ] |
| عبري       | Ibri           | 32 697     | 116 416   | [ 1 ] |
| ينقل       | Iancul         | 1 252      | 18 057    | [ 1 ] |